# Ulica Bieszczadzka w Krośnie
Ulica Bieszczadzka w Krośnie – ulica w Krośnie, przebiegająca przez os. Grota-Roweckiego i Suchodół. Jej przedłużeniem w kierunku Przemyśla jest ul. Krośnieńska w Miejscu Piastowym, a w kierunku Nowego Sącza ul. Podkarpacka. Jest częścią krośnieńskiej linii średnicowej zwanej potocznie obwodnicą. Jest częścią drogi krajowej nr 28.

## Obiekty znajdujące się przy ulicy Bieszczadzkiej
- Starostwo Powiatowe (Bieszczadzka 1)
- Regionalna Dyrekcja Lasów Państwowych (Bieszczadzka 2)
- Krzyż Papieski (między RDLP a Cmentarzem Komunalnym)